# Печенежское поле (фестиваль)
«Печенежское Поле» (укр. Печенізьке Поле) — ежегодный этническо-художественный фестиваль Украины, проводившийся с 2001 по 2014 год. Был основан в Харьковской области на Печенежском водохранилище. Целью фестиваля было проведение мероприятий, объединяющих народное творчество как Слобожанщины, так и всей Украины.

## История
«Печенежское Поле» ещё со времен Киевской Руси окутано легендами, которые обросли вокруг поселка Печенеги на Харьковщине. На нем славянские племена охраняли свой край от враждебных набегов. Впервые о Печенежском Поле упоминается в 968 году при успешном походе князя Святослава.
По словам организаторов, именно богатое наследие земли и сохранившаяся экологическая чистота, побудили организовать фестиваль. Главной идей фестиваля стало сохранение народной культуры и традиций.
Фестиваль поддерживает исполнителей аутентичной музыки, а также украинские рок/поп-группы.

### Хронология
- 2001 год — основание фестиваля;
- 2002 год — состоялся первый фестиваль;
- 2003 год — фестиваль собрал более 6 тысячи зрителей и участников;
- 2004 год — фестиваль проходил 10 июля. На фестивале рядом с аутентичной музыкой Слобожанщины выступали: харьковская фольк-группа «Драбина», группа «Скрябін», EL Кравчук и «Иван Купала»;
- 2005 год — фестиваль проходил 16 июля. Были приглашены такие группы, как «Zdob si Zdub» и «Вопли Видоплясова», фестиваль национальных культур, праздничная регата, программа для детей, шоу гигантов и уникальный фейерверк на воде;
- 2006 год — фестиваль проходил 29 июля;
- 2007 год — фестиваль проходил 21 июля. Более 50 фольклорных коллективов, исполнителей и 80 тысяч гостей;
- 2008 год — фестиваль проходил 19 июля. В программу вошли: «Ars Nova», «Бряц Band», Руслана Лижичко с проектом «Амазонка», инструментальный ансамбль «Folk classic band» и другие[2]. По оценкам организаторов, фестиваль посетили около ста тысяч гостей;
- 2009 год — фестиваль проходил 18 июля. Выступали: группа «ТІК», Хор Турецкого и джаз от SOLOMINBEND’а на электродомре;
- 2010 год — фестиваль проходил 12 сентября. Были приглашены: группа «Мандри», «Бумбокс», «Man sound», Джамала и «ВВ»;
- 2011 год — фестиваль проходил 10 сентября. Выступали: группа «Село і люди», Lama, «Гайдамаки», «Друга ріка», «Мандри» и «Дюк Тайм».